# ثریا ملحس
ثریا مَلحَس (۱۹۲۵-۲۰۱۳) بانوی ادیب، شاعر، نویسنده و دانشگاهی اردنی بود.

## آثار
- منهج البحوث العلمیة للطلاب الجامعیین
- مدخل إلی أدب العصر الأموی. ۴۴۸ ص. . بیروت. ۱۹۸۹.
- حزب الشیعة فی أدب العصر الأموی. ۵۱۲ ص. . بیروت. ۱۹۹۰.
- حزب الخوارج فی أدب العصر الأموی. بیروت. ۱۹۹۰.
- میخائیل نعیمة الادیب الصوفی. بیروت. ۱۹۹۰.
- المرابطون اللمتونیون. بیروت. ۱۹۹۰.
- دفاع فی طریق المعلقة وطرفة بن العبد. بیروت. ۱۹۹۰.
- المعلم خلیل بن أحمد الفراهیدی البصری. . بیروت. ۱۹۹۰.
- القیم الروحیة فی الشعر العربی حتی منتصف القرن العشرین. بیروت. ۱۹۶۵.
- النشید التائه (بیروت، ۱۹۴۹م) (شعر).
- قربان (بیروت، ۱۹۵۲م) (شعر).
- أناشید ومجامر (المرحلة الأولی ۱۹۴۶–۱۹۵۶م) (شعر).
- ملحمة الإنسان. دیوان جمع عناوین مجموعتها الشعریة. اشتمل علی العناوین التالیة: مع الله، مع الوطن، مع النفس، مع الماضی، مع البشر. (بیروت، ۱۹۶۱م) (شعر).
- محاجر فی الکهوف (بیروت، ۱۹۶۱م) (شعر).
- خبأنا الصواریخ فی الهیاکل (بیروت، ۱۹۶۸م) (شعر).
- ألوان / مختارات شعریة تصف فن الکتابة (بیروت، ۱۹۵۹م) (شعر).
- أبعاد المعری (بیروت، ۱۹۶۲م).
- میخائیل نعیمة الأدیب الصوفی (بیروت، ۱۹۶۸م).
- المرأة العربیة والروح النضالیة (بیروت، ۱۹۶۸م).
- الأدب الفلسطینی فی المعرکة (بیروت، ۱۹۷۰م).
- عشر ملحنات، سیمفونیات / مقالات (بیروت، ۱۹۶۰م).
- العقدة السابعة. قصص (بیروت، ۱۹۶۲م).
- عشر نفوس قلقة / مقالات (بیروت، ۱۹۶۸م).
- أضواء جدیدة علی المعلقات.